# Tricoceps brunnipennis
Tricoceps brunnipennis är en insektsart som beskrevs av Ernst Friedrich Germar. Tricoceps brunnipennis ingår i släktet Tricoceps och familjen hornstritar. Inga underarter finns listade i Catalogue of Life.